# Wilfenbergtunnel
Der Wilfenbergtunnel ist ein 1006 m langer Eisenbahntunnel der Schnellfahrstrecke Mannheim–Stuttgart südwestlich der baden-württembergischen Stadt Oberderdingen.

## Verlauf
Das Bauwerk unterfährt hügelige Ausläufer des Strombergs, eines zwischen Bretten und Bietigheim verlaufenden Bergrückens von bis zu 477 m Höhe. Dabei wird auch die Landesstraße L 1103 unterfahren.
Es liegt zwischen den Streckenkilometern 60,425 (Westportal) und 61,531 (Ostportal).
Die Trasse verläuft in südlicher Richtung in einem Linksbogen, die Gradiente fällt mit durchgehend 8 Promille zum Südportal hin ab.
Der Querschnitt weist eine lichte Breite von 13,0 m und eine lichte Höhe von 8,10 m (im Bereich der bergmännischen Bauweise) bzw. 8,20 m (offene Bauweise) auf.
Der Tunnel durchörtert Schichten des Quartärs und des Mittleren Gipshorizonts. An zwei Stellen wurde er mit Aushubmassen überdeckt.

## Geschichte

### Planung
Nach dem Planungsstand von 1973 sollte der Wilfenberg in einem 300 m langen Tunnel unterfahren werden.
Die Gemeinde Oberderdingen lehnte die Neubaustrecke grundlegend ab. Sie führte dazu eine nicht gesicherte Wirtschaftlichkeit sowie eine als unzumutbar bezeichnete Schallbeeinträchtigung an. Die Neubaustrecke sollte vollständig unterirdisch geführt werden.
Als die Streckentrasse im Laufe der Planung an die Gemeinde herangerückt wurde, verschärfte sich der Widerstand gegen das Projekt: Ein Rechtsanwaltsbüro wurde mit der Suche nach Formfehlern beauftragt, während die Gemeinde DB-Vertretern Einsicht in das Grundbuch verweigerte und notwendige Informationen für die Planung zurückhielt.
An Stelle des heutigen Tunnels war zeitweise ein tiefer Einschnitt vorgesehen. Der Tunnel war 1978 nicht vorgesehen und entstand im Zuge des im November 1978 zwischen Bundesverkehrsminister Kurt Gscheidle und Baden-Württembergs Ministerpräsidenten Lothar Späth vereinbarten 135-Millionen-DM-Pakets. Gleichzeitig wurde die Gradiente in diesem Bereich abgesenkt. Letztlich stimmte der Gemeinderat dem veränderten Streckenverlauf zu.
Der Tunnel entstand durch die Tieferlegung des Streckenverlaufs. Nach Angaben der Bundesbahn sei das Bauwerk aufgrund des damit einhergehenden Höhenverlaufs notwendig geworden.
In der Planungs- und Bauphase war das Bauwerk Teil des Planfeststellungsbereich 10a der Neubaustrecke.

### Bau
Bereits Anfang 1983 war das Bauwerk mit einer Länge von 1006 m geplant gewesen.
Der Tunnel wurde größtenteils in offener Bauweise errichtet, die nördlichen rund 250 m in bergmännischer Bauweise.
Der Tunnel wurde am 4. Dezember 1985 als erster Tunnel der Strecke durchgeschlagen. Er wurde zusammen mit der Schnellfahrstrecke im Juni 1991 in Betrieb genommen.
Die Patenschaft hatte Barbara Schäfer übernommen.
Mit dem Bau beauftragt war die ARGE Wilfenbergtunnel, die aus den Unternehmen Ed. Züblin, Philipp Holzmann und Porr gebildet wurde.